# Fritjof Capra
Fritjof Capra (Vienna, 1º febbraio 1939) è un fisico e saggista austriaco.

## Biografia
Fisico e teorico dei sistemi, è saggista di fama internazionale. Diventato famoso con Il Tao della fisica, del 1975, tradotto in italiano nel 1982 (Adelphi), ha visto la sua fama aumentare con la ristampa del 1989. Si è occupato anche di sviluppo sostenibile, ecologia e teoria della complessità. Così egli ha descritto la sua intuizione della realtà spirituale:
(Il Tao della fisica, Adelphi, 1993, pp. 11-12)
Capra parte dall'osservazione della fisica moderna, con la teoria della relatività di Albert Einstein e la meccanica quantistica, e presenta un quadro che può essere visto anche sulla base di elementi spiritualistici. Secondo Capra le "particelle" subatomiche sono in realtà concentrazioni di energia pura in vibrazione piuttosto che vere e proprie entità materiali; il fisico deve non osservare, bensì partecipare:
(Il Tao della fisica, Adelphi, 1993, p.161)
Il nome Fritjof fu scelto dalla madre che amava la "Saga di Fritjof", una composizione svedese.

## Pensiero
Già nel libro Il Tao della fisica (Adelphi), che ha avuto grande successo ed è stato ristampato in varie lingue, l'autore critica il modello di scientificità (di derivazione cartesiana) prevalente nel mondo moderno occidentale, in quanto contrassegnato da un'impostazione meccanicistica, quantitativa e riduzionistica, che non corrisponde alla complessità del reale. Il suo successo sarebbe dovuto non alla portata teoretica, bensì ai risvolti pratici, in quanto tale paradigma scientifico avrebbe facilitato e potenziato il predominio dell'uomo sulla natura, così come auspicato da Cartesio, da F. Bacone e da altri “padri” della modernità.
Secondo Capra, vi è un intimo legame tra la gravissima crisi ambientale del nostro tempo e il tipo di cultura anti-ecologica affermatasi in Occidente negli ultimi secoli. Egli teorizza l'avvento di un nuovo paradigma, ricavabile dagli sviluppi della “nuova fisica” (e di altri settori della scienza contemporanea), ma anche dal misticismo orientale (Taoismo in primo luogo) e da varie altre saggezze premoderne orientate ecologicamente. Si tratta di elaborare un nuovo pensiero, caratterizzato in senso olistico, o meglio sistemico: esso viene così denominato perché privilegia il sistema, cioè la rete complessa costituita dalle molteplici interrelazioni, e non le singole unità costitutive (come voleva l'approccio analitico di stampo cartesiano). Seguendo tale orientamento che privilegia la “rete della Vita” (immagine di grande efficacia più volte impiegata da Capra) e le interconnessioni cosmiche, l'Essere umano stesso è visto come parte della Natura (e non in contrapposizione ad essa).
Le implicazioni che ne discendono sono innumerevoli: qui ci limitiamo a sottolineare che l'Aspetto Naturale (il Divino) della Natura reale non è più riducibile ad oggetto di arbitrarie manipolazioni spirituali, mentali o tecnologiche; al contrario, Capra osserva che noi dobbiamo imparare dai Cicli Cosmici Naturali e dai Principi organizzativi degli Ecosistemi multilevel, anche con lo scopo improrogabile di costruire delle comunità sostenibili, capaci di ridurre al massimo gli effetti degli impatti ancora poco ecologici. Questo obiettivo non è più rinviabile, data la gravità della crisi ambientale a livello planetario: in funzione di ciò, Capra ha fondato a Berkeley il Center for Ecoliteracy, che come suggerisce il nome, si propone di promuovere l'ecoalfabetizzazione, la cui portata e urgenza è così delineata dallo stesso Capra: “…l'ecoalfabetizzazione è una dote essenziale per i politici, gli uomini d'affari e i professionisti in tutti i campi. Di più, l'ecoalfabetizzazione sarà fondamentale per la sopravvivenza dell'umanità nel suo insieme, quindi costituirà la parte più importante dell'educazione a ogni livello”.
Nel presentare il valore formativo dell'educazione ecologica, Capra si ispira all'ecologia profonda, nel mentre prende le distanze dall'ecologia superficiale, in quanto caratterizzata in senso antropocentrico ed efficientistico; infatti «nell'ecologia superficiale gli Esseri umani ("human beings") sono posti al di sopra e al di fuori della Natura ("above nature or outside nature") [Intima e reale] e, ovviamente, questa prospettiva si accorda con il dominio su tutti gli aspetti della Natura ("goes with the domination of nature". Il valore è visto come qualcosa di presente negli esseri umani;  alla natura si attribuisce esclusivamente un valore d'uso ("nature is given merely use value"), un valore strumentale. L'Ecologia profonda ("deep ecologists") vede gli Esseri umani ("human beings") come parte integrante della Natura ("as an intrinsic part of nature"), come nient'altro che un filo speciale nel tessuto della Vita [Cosmica/Dio/Dao/Tao] ("a special strand in the fabric of life")» (Tra parentesi quadre sono riportate le aggiunte del traduttore non presenti nel testo originale).

### Il Tao della fisica
Nel libro Il Tao della fisica Capra elenca una vasta serie di "affinità" tra il quadro che sembra emergere dalla fisica contemporanea e gli insegnamenti delle religioni orientali (Induismo, Buddhismo, Taoismo) e i relativi sistemi filosofici. L'universo sarebbe la manifestazione di un unico campo astratto di intelligenza universale, che darebbe origine ad ogni forma e le sue parti sarebbero intimamente connesse a formare un grande organismo unitario. In questa visione, importanza decisiva viene attribuita alle onde e al concetto di vibrazione, che sostituisce il concetto tradizionale e statico di materia (che difatti è superato dall'attuale fisica nucleare e subnucleare).

### Il punto di svolta e successivi
Nel libro Il punto di svolta e nei successivi, Capra si allontana dagli argomenti prettamente scientifici e filosofici per affrontare temi politici, economici ed ecologici, che secondo lui deriverebbero in modo naturale dalla nuova concezione scientifica. Tali sviluppi hanno ispirato lo sviluppo di nuove discipline come l'ecopsicologia e sono stati ripresi da saggisti come la psicologa italiana Marcella Danon ma non sono stati seguiti o condivisi da altri scienziati che pure si trovavano in sintonia con i temi de Il Tao della fisica, come ad esempio John Hagelin.

### Critiche al mercato globale del capitale
Quanto segue è un riassunto delle teorie espresse ne Il punto di svolta e altri lavori di Capra. Capra pone le seguenti critiche al commercio globale condivise anche da altri economisti:
- Il trasporto e la produzione di un bene costano sì in termini di lavoro, ma anche e soprattutto di consumo di risorse e di inquinamento. Il prezzo reale del prodotto dovrebbe riflettere il danno ambientale dovuto sia al consumo delle risorse durante la produzione (foresta, territorio), sia all'inquinamento dovuti al trasporto.
- Al momento, i paesi del G7, circa il 20% della popolazione, usano l'80% delle risorse. Mantenendo la stessa efficienza, per portare tutti allo stesso livello occorrerebbero il 400% delle risorse. Dato che al massimo abbiamo il 100%, bisognerà ridurre ad un quarto o meno la necessità di materie prime per la produzione.
- Per portare tutto il mondo al reddito procapite medio dell'Europa o degli USA sarebbe necessario raggiungere un rapporto reddito procapite/risorse utilizzate insostenibile.

In generale, quanto sopra vale anche per le categorie svantaggiate che vivono nei paesi ricchi, in quanto è sempre necessario aumentare reddito e risorse utilizzate (dal nulla nulla si produce). Inoltre, si ha come corollario che per far progredire i paesi sottosviluppati è meglio dar loro conoscenze avanzate, piuttosto che far loro ripercorrere lo sviluppo dei paesi più ricchi, passando per legna - carbone - petrolio, e spingerli ad utilizzare tecnologie sostenibili: gas naturale, energia solare, eolica, etc.
Riassumendo le critiche, costruire una rete commerciale che non sia sostenibile, ossia che porti all'esaurimento delle risorse, per far sviluppare i paesi poveri, è svantaggioso principalmente per due motivi:
- perché al più farebbe aumentare il reddito per pochi decenni;
- perché le risorse si esaurirebbero, con lo svantaggio di aver aumentato l'inquinamento e precluso la strada ad altri metodi di sviluppo, avendo impoverito il territorio.

Secondo questo punto di vista, così come impostato il commercio equo-solidale non è sostenibile, perché il prezzo reale dovrebbe riflettere i costi necessari per riparare ai danni all'ecosistema causati dalla produzione, trasporto e vendita di un bene. Per di più, la mancanza di risorse necessarie per ripercorrere il processo di sviluppo tecnologico dei paesi e delle categorie svantaggiate rendono inadatti i processi e le economie attuali, non abbastanza flessibili per poter garantire il livello di rendimento richiesto.
Va dunque ripensata la base delle interazioni economiche e dei processi produttivi. Questo non significa che le categorie e i paesi svantaggiati debbano patire la fame, la sete, le malattie o rimanere al livello del neolitico, ma che si debbano utilizzare altri tipi di processi produttivi.
Capra fa l'esempio delle "Economic Networks", ossia reti di sistemi produttivi che utilizzano l'uno gli scarti dell'altro come materia prima, che sono molto più competitive e tendono ad ottimizzare complessivamente le produzioni, utilizzando teoricamente la sola luce del sole. Si tratta in pratica di ecosistemi di fabbriche, studiati dallo ZERI (Zero Emissions Research and Initiatives). Non sono l'unico tipo di progetti simili, denominati genericamente Zero Emissions, tuttavia sono l'unico, al momento, che sia già stato sperimentato con successo, in Benin, Brasile, Colombia, Figi, Namibia e Zimbabwe, senza l'apporto di capitali stranieri, potendo vendere i loro prodotti a prezzi di mercato, e soprattutto grazie al solo impegno delle comunità locali - nessun apporto tecnologico non riproducibile in loco. Anche questo è lo stesso approccio che è proposto, più di recente, da tutto ciò che va sotto il nome di Economia circolare.
La critica fondamentale è che sembra irragionevole essere solidali con qualcuno comprando beni prodotti e trasportati con dei metodi che non possano essere utilizzati nel lungo periodo, che siano dannosi o che siano peggiori di altri e che siano alla portata delle categorie più svantaggiate come le carceri o comunità di recupero.

## Opere
- Il Tao della fisica (The Tao of Physics: An Exploration of the Parallels Between Modern Physics and Eastern Mysticism, 1975), trad. di Giovanni Salio, Collana Biblioteca Scientifica n.4, Milano, Adelphi, 1982, ISBN 978-88-459-0513-1.
- Il punto di svolta. Scienza, società e cultura emergente (The Turning Point: Science, Society, and the Rising Culture, 1982), trad. di Libero Sosio, Collana Saggi, Milano, Feltrinelli, 1984, ISBN 88-07-811-17-0.
- La politica dei verdi. Cultura e movimenti per cambiare il futuro dell'Europa e dell'America (Green Politics, 1984), con Charlene Spretnak, a cura di Franco La Cecla, Collana Presenze, Milano, Feltrinelli, 1986, ISBN 978-88-071-1013-9.
- Verso una nuova saggezza (Uncommon Wisdom, 1988), traduzione di Libero Sosio, Collana Saggi, Milano, Feltrinelli, 1988, ISBN 978-88-070-8067-8.
- L'universo come dimora. Conversazione tra scienza e spiritualità con Thomas Matus (Belonging to the Universe: Explorations on the Frontiers of Science and Spirituality, 1993), traduzione di B. Amato Guado, con David Steindl-Rast, Collana Anni novanta, Milano, Feltrinelli, 1993, ISBN 978-88-071-2005-3.
- La rete della vita. Perché l'altruismo è alla base dell'evoluzione (The Web of Life: A New Scientific Understanding of Living Systems, 1996), trad. di C. Capararo, Collana Saggi stranieri, Milano, Rizzoli, 1996, ISBN 978-88-178-4507-6; Firenze, Sansoni, 1998, ISBN 978-88-383-7391-6.
- La scienza della vita. Le connessioni nascoste fra la natura e gli esseri viventi (The Hidden Connections, 2002), trad. di D. Didero, Collana Saggi stranieri, Milano, Rizzoli, 2002, ISBN 978-88-178-6996-6.
- La scienza universale. Arte e natura nel genio di Leonardo (The Science of Leonardo: Inside the Mind of the Great Genius of the Renaissance, 2007), trad. di C. Capararo, Collana Saggi stranieri, Milano, Rizzoli, 2007, ISBN 978-88-17-01775-6.
- Ecoalfabeto. L'orto dei bambini, trad. di S. Franceschetti, Collana Euro, Viterbo, Stampa Alternativa, 2005, ISBN 978-88-722-6898-8.
- Tra scienza e vita, Collana Varia, Milano, BUR, 2009, ISBN 978-88-170-2993-3.
- Crescita qualitativa. Per un'economia ecologicamente sostenibile e socialmente equa, con Hazel Henderson, Collana International Lectures on Nature and Human Ecology, Sansepolcro, Aboca, 2009, ISBN 978-88-956-4288-8.
- La botanica di Leonardo. Un discorso sulla scienza delle qualità, Collana International Lectures on Nature and Human Ecology, Sansepolcro, Aboca, 2009, ISBN 978-88-956-4222-2.
- L'anima di Leonardo. Un genio alla ricerca del segreto della vita (Learning from Leonardo: Decoding the Notebooks of a Genius, 2013), trad. di S. Capararo e S. Galli, Collezione I Sestanti, Milano, Rizzoli, 2012, ISBN 978-88-170-5713-4.
- Vita e natura. Una visione sistemica (The Systems View of Life, 2014), con Pier Luigi Luisi, a cura di G. Frezza, Sansepolcro, Aboca, 2020, ISBN 978-88-552-3076-6.
- Vita e natura. Una visione sistemica, con Pier Luigi Luisi, Sansepolcro, Aboca, 2017, ISBN 978-88-956-4298-7.
- Ecologia del Diritto, con Ugo Mattei, Sansepolcro, Aboca, 2017, ISBN 978-88-98881-41-3.
- Leonardo e la botanica. Un discorso sulla scienza delle qualità, trad. di E. Biagini, Sansepolcro, Aboca, 2017, ISBN 978-88-988-8158-1.
- Ecologia del diritto. Scienza, politica, beni comuni, trad. di I. Mattei, Sansepolcro, Aboca, 2017, ISBN 978-88-988-8141-3.
- Agricoltura e cambiamento climatico, con Anna Lappé, Sansepolcro, Aboca, 2017, ISBN 978-88-988-8111-6.
- Discorso sulle erbe. Dalla botanica di Leonardo alle reti vegetali, con Stefano Mancuso, Sansepolcro, Aboca, 2019, ISBN 978-88-988-8179-6.
- Le relazioni della vita. I percorsi del pensiero sistemico (Patterns of Connection: Essential Essays from Five Decades, 2021), trad. di Tullio Cannillo, Collana Saggi, Sansepolcro, Aboca, 2022, ISBN 978-88-552-3147-3.
- Leonardo da Vinci. Lo scienziato della vita, Sansepolcro, Aboca, 2023, ISBN 978-88-552-3244-9.